# 椎木敬文
椎木 敬文（しいぎ けいぶん、1898年12月24日 - 1977年9月2日）は、日本の武術家である。号は日東、別名は一技堂日東という。

## 経歴
1898年（明治31年）12月24日に椎木英俊の次男として茨城県鹿島郡中野村（大野村を経て、現在の鹿嶋市）に生まれる。
1915年（大正4年）より清心館（麻布）と帝國尚武會（芝）で野口清より神道六合流柔術を学んだ。
また東武館の谷田部清之助から為我流和、勢武館の山田鍛男から真蔭流、柴田衛守から鞍馬流剣術、講道館で講道館柔道等を修行した。
また、淀橋町泊木の人體ラジウム學會本部霊學道場で松本道別に就き霊學を修めた。
1923年（大正12年）に椎木道場を開設し、一技道武術を創始した。